# Dedun

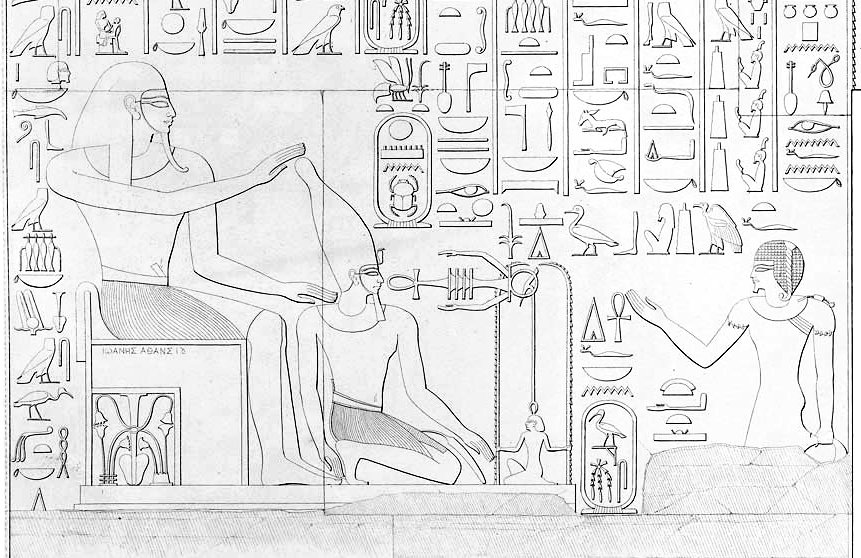
Dedun đội vương miện cho Thutmose III trong lễ đăng cơ

Dedun (còn được viết là Dedwen, Dedan, Tetun) là một vị thần trong văn hóa Ai Cập cổ đại có nguồn gốc từ Nubia. Ông là người coi quản các loại nhũ hương và là vị thần của sự giàu có.